# Джеймс Т. Кърк
Джеймс Тиберий Кърк (на английски: James Tiberius Kirk) е измислен фантастичен герой от телевизионния сериал „Стар Трек: Оригиналният сериал“, анимационния сериал „Стар Трек“ и пълнометражните филми:
- Стар Трек: Филмът
- Стар Трек II: Гневът на Хан
- Стар Трек III: В търсене на Спок
- Стар Трек IV: Пътуване към вкъщи
- Стар Трек V: Последната граница
- Стар Трек VI: Неоткритата страна
- Стар Трек VII: Космически поколения

В българския дублаж на „Стар Трек: Оригиналният сериал“ капитан Кърк се озвучава от Станислав Димитров.

## Биография
Не се знае нищо за рожденото място и детството на Джеймс Кърк. Във филма „Стар Трек IV: Пътуване към вкъщи“ Кърк казва, че е от щата Айова ((на английски: „I'm from Iowa, I only work in outer space“). На официалния сайт на „Стар Трек“ пише, че е роден някъде в Ривърсайд.

Няма и точна дата на раждане. На официалния сайт на Стар Трек като рождена дата е посочен 22 март 2233.
Независимо че е роден на Земята, изглежда Кърк е живял поне известно време на Тарсус IV (на английски: Tarsus IV) и е бил один от деветте оцелели свидетели на избиването на 4000 колонисти.
Кърк завършва Академията на Старфлийт през 2250 с ранг Кадет. Джеймс служи на космическия кораб „Републик“ (на английски: USS Republic), през 2251 се завръща н Акаедмия и става инструктор. През 2254 с ранга на лейтенант получава назначение на космическия кораб „Фарагът“ (на английски: USS Farragut NCC-1647).
Между годините 2254 и 2263 липсва информация за живота на Кърк. Предполага се, че около 2255 е получил ранг на лейтенант-командир. Също се предполага, че през 2260 е бил назначен за отговорник по поправката и преоборудването на космическия кораб „Ентърпрайз“. След това в продължение на десет години служи на борда на „Ентърпрайз“ под командването на капитан Кристофър Пайк. През 2263, след повишаването на Пайк, Кърк става капитан на кораба.
Под командването на Кърк „Ентърпрайз“ (на английски: USS Enterprise NCC-1701) в години 2264 – 2269 прави историческа петгодишна изследователска мисия.

Няколко години след завършването на мисията Кърк получава ранга на трети адмирал.

През 2271 заради Кризата В’Джър адмирал Кърк поема временно командването на „Ентърпрайз“.
Биографични данни за периода 2271 – 2284 липсват. Известно е само, че по това време се пенсионира, но около 2282 година се връща на служба.
През 2284 Кърк поема командването на „Ентърпрайз“ за да преследва своя стар враг – Хан Нуниен Синг. През 2285 заради „кражбата“ на „Ентърпрайз“ и саботажа на USS Excelsior NX-2000 за да спаси своя приятел Спок Кърк бива понижен в капитан и получива назначение на новия „Ентърпрайз NCC-1701-A“ (на английски: USS Enterprise NCC-1701-A). Командва кораба до 2293, когато е изваден от употреба.
През 2293 клингонският съд осъжда Кърк на догивотна присъда в минните на Рура Пенте заради убийството на клингонския канцлер Горкон. Но по-късно бива освободен, а обвинение към него – снети.
В същата година Кърк попада във времева аномалия и се среща с капитан Жан-Люк Пикард прези 2371 г. и му помага да спре плановете на Толиан Соран да погуби 230 милиона живота.
По време на последната си битка Кърк умира.

## Огледална вселена
В огледалната вселена, капитан Кърк е лоялен офицер на Старфлийт от жестоката Земната империя. Той поема командването на ISS Ентърпрайз след като убива предишния капитан на кораба, огледалния Кристофър Пайк. Първото нещо което прави Кърк е избиването на 5000 колонисти на Вега IX. Второто е потушаването на ивънземен бунт, като просто унищожава планетата на бунтовниците. След като за малко си разменя мястото с Кърк от нормалната вселена („Mirror, Mirror“), Кърк е затворен в карцера от Спок; Кърк се опитва да подкупи Спок с пари и по този начин да си върне командването, но Спок отказва. Този Кърк е върнат обратно в огледалната вселена в края на епизода; не е известно какво му се е случило след това.
По-късно в епизода на Стар Трек: Космическа станция 9 „Crossover“ става ясно, че Кърк от нормалната вселена е успял да убеди Спок от огледалната да направи Земната империя по-мирна. Но реформите на Спок отслабват империята и тя е завладяна от Клингонците и Кардасианците.